# 紫芒披碱草
紫芒披碱草（学名：Elymus purpuraristatus）为禾本科披碱草属下的一个种。